# Charly Brunner
Karl „Charly“ Brunner (* 28. Februar 1955 in Graz) ist ein österreichischer Schlagersänger. Bis 2010 bildete er zusammen mit seinem Bruder Johann das Schlagerduo Brunner & Brunner. Danach war er solo tätig und bildete später mit Simone Stelzer das Schlager-Duo Simone & Charly Brunner.

## Karriere
Charly Brunner ist in Murau in der Steiermark aufgewachsen und machte bereits von seinem 15. Lebensjahr an mit seinem jüngeren Bruder Johann Musik. Zuerst traten sie als Coverband Happy in ihrer Heimat auf, dann wurden sie als Brunner & Brunner mit Schlagermusik bekannt, bevor sie nach 38 gemeinsamen Jahren im Jahr 2010 ihre Trennung bekanntgaben. Beide kündigten an, solo in unterschiedlichen musikalischen Richtungen weitermachen zu wollen. Charly Brunner blieb im bewährten Schlager und veröffentlichte Ende 2011 seine erste eigene Single Was immer du tust. Sein Solodebütalbum Ich glaub’ an die Liebe erschien im Februar 2012 und konnte mit einer Top-10-Platzierung in Österreich an die früheren Erfolge anknüpfen. Brunner schreibt die meisten Texte seiner Lieder selbst.
Im selben Jahr begann auch seine Zusammenarbeit mit der Sängerin Simone Stelzer. Sie nahmen gemeinsam Alben erst als Charly Brunner & Simone und dann als Brunner & Stelzer auf. 2014 wurden sie mit einem Amadeus Award in der Kategorie „Schlager“ ausgezeichnet.
Bei der Heimlich-Show von Florian Silbereisen am 17. März 2018 gaben Simone Stelzer und Charly Brunner ihre Liebe bekannt.

## Diskografie
nur Soloveröffentlichungen, siehe auch Brunner & Brunner und Simone & Charly Brunner
Alben
- Ich glaub’ an die Liebe (2012)

Lieder
- Was immer du tust (2011)
- Ich glaube an die große Liebe (2012)